# مینا الیگزیندر
مینا الیگزیندر (انگلیسی: Meena Alexander؛ ۱۷ فوریه ۱۹۵۱ – ۲۱ نوامبر ۲۰۱۸) شاعر، محقق و نویسنده هندی-آمریکایی بود.
الیگزیندر همچنین برندهٔ جوایزی همچون کمک‌هزینه گوگنهایم شده است.

## فعالیت
الیگزیندر در شهر نیویورک کار و زندگی می‌کند، او استاد برجسته انگلیسی در کالج هانتر و مرکز تحصیلات عالی کانی (CUNY) برای اخذ درجه دکترای زبان انگلیسی است. او نویسنده مجموعه‌های متعددی از شعر، خاطرات ادبی، مقالات و آثار داستانی و نقدهای ادبی است.

## زندگی‌نامه
الیگزیندر متولد الله‌آباد هند بودو در هند و سودان بزرگ شده است.
مینا الیگزیندر در یک خانواده مسیحی سوریه در کرالای جنوب هند متولد شد. پدرش یک دانشمند بود که برای دولت هند کار می‌کرد، سپس همراه با خانواده به خارطوم سودان نقل مکان کردند. او بعد از تحصیلات متوسطه برای ادامه تحصیل به دانشگاه خارطوم رفت و در سال ۱۹۶۹ مدرک لیسانس خود را در رشته ادبیات انگلیسی و فرانسه از دانشگاه خارطوم گرفت، الیگزیندر به انگلستان نقل مکان کرد و در سال ۱۹۷۳ مدرک دکترای خود را از دانشگاه ناتینگهام گرفت و پایان‌نامه‌اش را در ادبیات رمانتیک نوشت، و بعداً به عنوان «شعر خود» منتشر کرد، الیگزیندر سپس به هند رفت و در چندین دانشگاه از جمله دانشگاه دهلی و دانشگاه حیدرآباد تدریس کرد. در طول پنج سال زندگی در هند سه کتاب اول شعر خود را منتشر نمود: حلقه روشن پرنده در(۱۹۷۶)، نام من ریشه در (۱۹۷۷) و بی‌جا و مکان در(۱۹۷۸). الیگزیندر در سال ۱۹۷۹ عضو افتخاری در دانشگاه پاریس-سوربن شد. سال بعد او به نیویورک نقل مکان کرد و به عنوان دستیار پروفسور در دانشگاه فوردهام به ادامه فعالیت پرداخت، تا این که در سال۱۹۸۷ به عنوان استادیار در کالج هانتر در دانشگاه هانتر فعالیتش را آغاز نمود، وی در دانشگاه شهر نیویورک کانی (CUNY) نیز تدریس می‌کرد. دو سال بعد دردانشکده تحصیلات عالی کانی (CUNY) به تدریس دکترای زبان انگلیسی در این مرکز پرداخت.